# Eddyville (Kentucky)
Eddyville é uma cidade localizada no estado americano de Kentucky, no Condado de Lyon.

## Demografia
Segundo o censo americano de 2000, a sua população era de 2350 habitantes.
Em 2006, foi estimada uma população de 2405, um aumento de 55 (2.3%).

## Geografia
De acordo com o United States Census Bureau tem uma área de
20,1 km², dos quais 17,3 km² cobertos por terra e 2,8 km² cobertos por água. Eddyville localiza-se a aproximadamente 119 m acima do nível do mar.

## Localidades na vizinhança
O diagrama seguinte representa as localidades num raio de 20 km ao redor de Eddyville.